# Langues enganes
Ne pas confondre avec les langues anganes.
Les langues enganes sont une famille de langues papoues parlées en Papouasie-Nouvelle-Guinée, dans les provinces d’Enga, de Gorokan et des Hautes-Terres méridionales.

## Classification
Les langues enganes sont rattachées à une famille hypothétique, les langues Trans-Nouvelle-Guinée. 

## Liste des langues
Selon Foley, les langues enganes sont :
- enga
- nete
- iniai
- ipili
- huli
- mendi
- kewa
- sau